# Volodimir Šašenok
Volodimir Mikolajovič Šašenok (ukrajinsko Володимир Миколайович Шашенок), ukrajinski sovjetski inženir, * 21. april 1951, Ščuča Greblja, Černigovska oblast, Sovjetska zveza, † 26. april 1986, Pripjat, Sovjetska zveza.                                                 
Šašenok je kot inženir delal v jedrski elektrarni Černobil, kjer je skrbel predvsem za prilagoditev sistema avtomatizacije. Bil je tudi ena od smrtnih žrtev nesreče.

## Biografija

### Zgodnje življenje
Volodimir Šašenok se je rodil 21. aprila 1951 v vasi Ščuča Greblja v Ukrajinski SSR v takratni Sovjetski zvezi. Po končani osnovni šoli se je vpisal na srednjo industrijsko šolo v Konotopu, kjer je leta 1970 opravil diplomo. 
Šašenok je bil poročen z Ljudmilo Šašenok, z njo pa je imel dva otroka. 

### Černobil
Šašenok je svojo kariero začel v jedrski elektrarni Černobil, kjer se je zaposlil avgusta 1980. V elektrarni je delal kot nastavnik instrumentacije in avtomatizacije 5. in 6. kategorije delavnice za nastavitev in preizkušanje. 29. marca 1984 je bil Šašenok imenovan za sodelovanje pri izvajanju preizkusov v reaktorju 4. 
26. aprila 1986 ponoči je bil Šašenok med izvajanjem varnostnega testa, v sobi 604, sobi odzračevalnega sklada reaktorja 4, ki se nahaja pod reaktorsko napajalno enoto, kjer je spremljal parametre sistemov in opreme pogonske enote ter pregledoval in poročal odčitke merilnikov tlaka v sobi s telegrafom. Ta dan bi mogel biti prost, vendar je bil poklican na delo zaradi nadomestitve enega od inženirjev. Ko je ob 1:23 reaktor eksplodiral, se je zgradba reaktorja porušila in veliko teh ruševin se je zrušilo tudi na sobo odzračevalnega sklada. Pri tem je Šašenok utrpel več hujših poškodb in opeklin. Ker so se pri eksploziji zlomile hladilne cevi, je Šašenoka zadela radioaktivna voda in ga opekla. Približno deset minut po eksploziji ga je našel eden od inženirjev, Nikolaj Gorbačenko. Šašenok je nezavesten ležal na tleh pod porušenim delom cevi sobe ter pri tem utrpel zlom hrbtenice in rebr ter velike toplotne in sevalne opekline, zaradi česar mu je na več mestih telesa tekla kri, iz ust pa mu je tekla krvava pena. Gorbačenko ga je odnesel do nadzorne sobe reaktorja 4. 
Šašenok je bil takoj hospitaliziran in odpeljan v bolnišnico v Pripjatu, kjer se je zdravil skupaj z gasilci, reševalci in drugimi inženirji iz elektrarne. Zaradi velikih in hudih poškodb in opeklin ni nič okreval in Šašenok je ob 6:00 istega dne umrl, v starosti 35 let, več kot pet ur po eksploziji reaktorja. Ko je umrl, je bil ob njem glavni zdravnik bolnišnice, Vitalij Leonenk. Šašenok je bil sprva pokopan na pokopališču v vasi Čistogalivka, v Černobilskem rajonu, kasneje pa je bilo njegovo truplo v krsti premeščeno na pokopališče Mitinskoe v Moskvi.

## Nagrade
Šašenok je bil posmrtno odlikovan z oredom častnega znaka.